# Julius Schickard
Julius Schickard (auch Schickhardt, Schickhard, Schickart, Schickardt; getauft am 18. September 1677 in Stuttgart; † 10. Juli 1735 in Lußhofen) war württembergischer Beamter und Gründer des Ortes Neulußheim.

## Leben
Julius Schickard war das vierte Kind des Stuttgarter Arztes Johann Sebastian Schickhardt (1645–1690) und seiner Frau Maria Ursula, geb. Ettlinger (1646–1687). Sein Vater war ein Sohn von Lucas Schickhardt (III.) (1603–1651) und dessen zweiter Frau Agnes geb. Kettenacker (1621–1701).
Nach entsprechender Ausbildung war Schickard zunächst Stabs- und Amtspfleger in Unteröwisheim. Dort blieb er auch wohnen, als er 1698 zum Pfleger des württembergischen Klosters Maulbronn, mit Sitz im Pfleghof zu Speyer, später in Lußheim, wurde. Julius Schickard heiratete am 14. September 1706 in Böblingen die dort beheimatete Christiane Margaretha Essich (* 25. Dezember 1687 in Vaihingen an der Enz), eine Tochter des Universitäts-Secretarius Jacob Essich (1657–1705). Ihre ersten zwei Kinder sind in Unteröwisheim geboren.
Während des Dreißigjährigen Krieges fanden zahlreiche Bürger von Lußheim den Tod. Obwohl inzwischen mehr als ein halbes Jahrhundert verging, lagen große Feldflächen brach. In dem Schreiben vom 11. Februar 1707 an Herzog Eberhard Ludwig von Württemberg beklagte Julius Schickard diesen Zustand und bot an, dies innerhalb kürzester Zeit zu ändern, falls es ihm die „Hochfürstliche Durchlaucht gnädigst“ erlaube. Dieses Angebot fiel bei dem Herzog auf fruchtbaren Boden. Die brachliegenden Felder brachten nämlich dem Herzog keinen Zehnten. Außerdem missfiel es ihm, dass die Lußheimer sich mehr an die näher gelegene Schirmherrschaft der Bischöfe von Speyer als an die weiter entfernte Landesobrigkeit in Stuttgart gebunden fühlten. Es dauerte aber noch etwas, bis die Absichten und Bereitschaft konkreter wurden. Am 26. Oktober 1710 bat Schickard den Herzog um 100 Morgen (36 ha) Ödland auf „Lußheimer Mark“ (Gemarkung) und um Erlaubnis zum Bau eines eigenen Hofs und von Behausungen für Handwerker, Tagelöhner und „andere Leute“. 1711 bot ihm der Herzog ein Grundstück im Osten der Lußheimer Mark an. In einer Urkunde vom 19. März 1711 stimmte die Gemeinde dem Text zu, der als die Ortsgründung angesehen wird. Recht bald danach begann man mit den Bauarbeiten und legte auf diese Weise das Gehöft Lußhof an, das bald zur Gemeinde Lußhofen wurde, erst später umbenannt in Neulußheim. Als der Hof fertig war, holte Schickard dorthin seine Familie.
Der 1711 angelegte Ort nahm eine rasante Entwicklung ein. 1714 ließ Schickard die große Nord-Süd-Straße, die von Frankfurt am Main über Heidelberg und Hockenheim nach Philippsburg und weiter in die Schweiz führte, so verlaufen, dass sie rechtwinklig die Route Speyer – St. Leon kreuzte. Um diese Kreuzung bildete sich die neue Ortsmitte. 1723 erstellte Julius Schickard mehrere Ortspläne von Lußhofen. Die Krönung Schickards Arbeit in Neulußheim war der Bau der ersten (evangelischen) Kirche, die im Oktober 1732 eingeweiht wurde. Es war zwar ein provisorischer Bau mit Lehmwänden, hat aber bis 1809 gehalten.
Als Julius Schickard 1735 starb, hinterließ er ein Gut mit 140 Morgen Ackerfläche. Außer zahlreichen Häusern gab es im Ort eine Ziegelhütte und zwei Schildwirtschaften „Zum Bären“ und „Zum Löwen“. Zu Schickhards Besitz gehörte auch ein großes Rebgelände. Die Bewohner von Lußheim, das später zu Altlußheim wurde, beobachteten diese Entwicklung mit Neid und Argwohn. Zusammen mit dem verärgerten Hochstift Speyer, das eigentlich für die Hoheitsrechte dort zuständig war und bei der Ortsgründung übergangen wurde, versuchten sie noch lange die Entwicklung der aufstrebenden Gemeinde zu bremsen.
Im Zentrum von Neulußheim befindet sich die Julius-Schickard-Straße, die an den Gründer des Ortes erinnert.

## Familie
Julius Schickard hatte mit seiner Ehefrau 7 Kinder:
- Catharina Margaretha (* 8. Februar 1709; † 3. Februar 1779 in Oberderdingen; ⚭ 17. Juni 1727 in Unteröwisheim Georg Ludwig Mieg, Beamte)[8]
- Christiana Friederica (* 10. Juni 1710)
- Julius Friedrich (* 26. Dezember 1712; † 7. Mai 1755 in Frickenhofen, Pfarrer)[9]
- Juliana Dorothea (* 21. Mai 1714)
- Maria Ester (* 2. Februar 1716)
- Charlotta Loisa (* 18. September 1717; ⚭ 17. Mai 1740 in Unteröwisheim Theodor Jacob Rösler, Beamte)[10]
- Wilhelm Friedrich (* 8. Oktober 1722)